# Thủ công nghiệp Việt Nam thời Tiền Lê
Thủ công nghiệp Việt Nam thời Tiền Lê phản ánh tình hình thủ công nghiệp nước Đại Cồ Việt từ năm 980 đến năm 1009 dưới thời Tiền Lê trong lịch sử Việt Nam.

## Thủ công nghiệp nhà nước
Trên cơ sở sự phát triển của các nghề thủ công truyền thống, thủ công nghiệp tiếp tục phát triển. Một số quan xưởng thuộc sở hữu của triều đình được hình thành để sản xuất các vật dụng cho vua quan và đúc tiền, đúc vũ khí.
Đương thời ghi nhận một số công trình dung điện xây dựng như điện Bách Bảo Thiên Tuế ở núi Đại Vân, cổ giác vàng bạc, làm nơi coi chầu; điện Phong Lưu, điện Tử Hoa, điện Bồng Lai, điện Cực Lạc, lầu Đại Vân, điện Trường Xuân, điện Long Bộc, mái lợp ngói bạc.
Nghề đúc tiền thời Tiền Lê đã đạt đến trình độ nhất định. Các nhà nghiên cứu xác định tiền Thiên Phúc trấn bảo do Lê Đại Hành đúc.

## Thủ công nghiệp nhân dân
Trong cương thổ Đại Cồ Việt, khu vực phía bắc tương đương với vùng Tuyên Quang, Lào Cai, Thái Nguyên, Lạng Sơn, Cao Bằng hiện nay có rất nhiều mỏ quặng và kim khí như vàng, bạc, đồng, chì, thiếc, chu sa, diêm tiêu. Những kim loại này đã được khai thác phục vụ tiêu dùng trong nước và bán cho Trung Quốc qua các điểm giao dịch là Bạc dịch trường.
Những nghề sản xuất thủ công nghiệp trong dân gian gồm có kéo tơ, dệt lụa, rèn sắt, làm giấy, đúc đồng, làm vàng bạc, đóng thuyền… với trình độ ngày càng nâng cao.